# Globularia amygdalifolia
Globularia amygdalifolia là một loài thực vật có hoa trong họ Mã đề. Loài này được Webb mô tả khoa học đầu tiên năm 1849.